# John H. Noble
John H. Noble (4 de septiembre de 1923-10 de noviembre de 2007) fue un superviviente estadounidense del GULAG soviético que escribió dos libros relacionados con sus experiencias, después de que se le permitiera salir de la Unión Soviética y regresar a su país natal, Estados Unidos.

## Primeros años
Noble había nacido en Detroit, Míchigan. Su padre, nacido en Alemania, llegó a los EE. UU. como misionero adventista del séptimo día en 1922. Encontrando contradicciones en las enseñanzas de su iglesia, finalmente la abandonó. Su madre era una fotógrafa y trabajó en una empresa de fotoacabado en Detroit. Más tarde su padre llegó a ser el propietario de esa empresa. Los Noble convirtieron la empresa en una de las diez principales compañías de fotoacabado de los EE. UU. Su padre era conocido de un fabricante de cámaras alemán que quería emigrar a los EE. UU. y se ofreció a canjear su fábrica de cámaras en Dresde por la compañía de los Noble. La empresa alemana, más tarde y ya sin la influencia de la familia, creó la marca Praktica, que se convertiría en una marca importante internacionalmente, que dio empleo a 600 trabajadores en su mejor momento.
Los Noble permanecieron en Alemania durante la Segunda Guerra Mundial y sobrevivieron al célebre bombardeo de Dresde, en febrero de 1945.

## Encarcelamiento

### Prisión especial soviética
A finales de 1945 Noble, nativo estadounidense de 22 años de edad, fue detenido junto con su padre por las fuerzas de ocupación soviéticas en Dresde, Alemania, y encarcelado en un antiguo campo de concentración alemán, que estaba entonces bajo control soviético. El arresto se produjo después de que un comisario soviético local, recién nombrado, decidiera apropiarse de la empresa de la familia Noble, la Praktica Kamera-Werkstaetten Guthe & Thorsch, y de sus existencias de cámaras de calidad. Se formuló una falsa acusación de espionaje en contra de los soviéticos contra los dos miembros varones de la familia. Sin embargo, posteriormente, el comisario no proporcionó un número suficiente de las cámaras a sus superiores y, finalmente, acabó siendo su compañero de cautiverio. El campo de concentración era el antiguo Buchenwald, ahora rebautizado Prisión Especial Soviética Número 2.
A diferencia de su padre Charles A. Noble, que fue liberado en 1952, John fue condenado a otros 15 años en 1950 y transferido al GULAG soviético cuando la Prisión Especial Soviética Número 2 fue clausurada por los soviéticos, a principios de 1950.

### Vorkuta
Durante su traslado a través de Rusia vio una frase en inglés garabateada en la pared de una celda: "estoy enfermo y no espero a sobrevivir a esto – comandante Roberts". Se cree que la inscripción se hizo a mediados de agosto de 1950 y que fue hecha por el militar estadounidense comandante Frank A. Roberts, que se registró como desaparecido en combate durante la Segunda Guerra Mundial. Poco después Noble continuó el viaje de y fue enviado al GULAG de Vorkuta, en el norte de los Urales, Siberia.
Ocupó variados puestos de trabajo de baja categoría durante su encarcelamiento, el más alto el de auxiliar de aseo para el personal uniformado. Participó en el levantamiento de Vorkuta de julio de 1953 como un líder importante. Según Noble su campamento en Vorkuta y muchos otros de la región fueron tomados por los prisioneros, incluidos 400 militares soviéticos purgados, ex prisioneros de la Segunda Guerra Mundial, que optaron por huir a la desesperada varios cientos de kilómetros hacia el oeste, en dirección a Finlandia. Aparentemente esos reclusos fueron interceptados a mitad de camino y, o bien murieron en combate o fueron ejecutados de inmediato Todos los campos volvieron a caer muy pronto bajo el control del Estado.
Noble finalmente logró pasar de contrabando una postal pegada por detrás de la de otro preso de. El mensaje, dirigido a un familiar en Alemania Occidental, fue entregado a su familia, que para entonces había regresado a los Estados Unidos. La postal fue transmitida al Departamento de Estado estadounidense, que solicitó formalmente al gobierno soviético la libertad de Noble. Finalmente fue liberado en 1955, junto con varios prisioneros de guerra estadounidenses, después de una intervención personal del presidente Dwight D. Eisenhower.

## Vida tardía

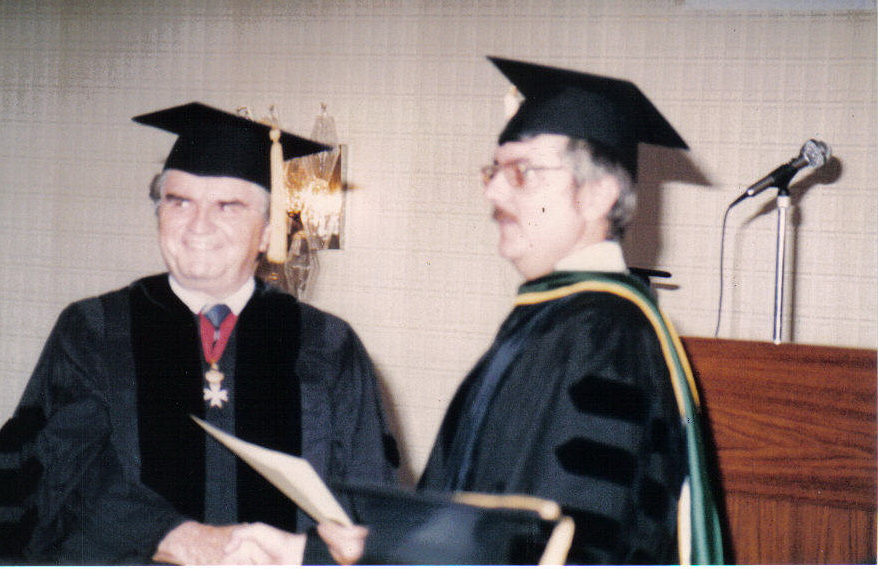

A mediados de la década de 1990, Noble residía de nuevo en Dresde, Alemania, donde había caído prisionero 50 años antes. La fábrica, aunque no la marca "Praktica", que se había registrado independientemente, fue devuelta a la propiedad familiar. Murió el 10 de noviembre de 2007, a consecuencia de un ataque al corazón.
Noble escribió varios libros sobre su penosa experiencia:
- I Found God in Soviet Russia, por John Noble y Glenn D Everett (1959) (Hardcover).
- I Was a Slave in Russia, por John Noble (Broadview, Illinois: Cicero Bible Press, 1961).
- Amerikanetz, por John Noble (Faith & Freedom Forum, 1986).
- Verbannt und Verleugnet (Banished and Vanished), por John H. Noble (Ranger Publishing House, 2005).